# Kościół św. Antoniego Padewskiego i św. Stanisława Kostki w Gorzowie Wielkopolskim
Kościół pw. św. Antoniego Padewskiego i św. Stanisława Kostki w Gorzowie Wielkopolskim – kościół rzymskokatolicki, należący do parafii pw. św. Antoniego Padewskiego i św. Stanisława Kostki w Gorzowie Wielkopolskim, dekanatu Gorzów Wielkopolski – Katedra, diecezji zielonogórsko-gorzowskiej, metropolii szczecińsko-kamieńskiej, zlokalizowany w Gorzowie Wielkopolskim, w województwie lubuskim, mieszczący się przy Placu Staromiejskim. Nazywany jest Białym Kościółkiem.

## Historia

### Okres ewangelicki
Świątynia została wybudowana w latach 1696–1704 przez radę miejską razem z elektorem brandenburskim i późniejszym królem pruskim Fryderykiem I Pruskim jako Kościół Zgody (niem. Konkordienkirche) – wspólny kościół dla luteran i kalwinistów. Kościół ten związany jest z wybitnym filozofem i teologiem ewangelickim Fryderykiem Danielem Ernstem Schleiermacherem. W latach 1794–1796 był wikarym, a czas wolny poświęcił na przetłumaczenie m.in. pism angielskiego kaznodziei Blaira. Wykonany w 1848 roku pomnik z popiersiem Schleiermachera stał do 1945 na północ od kościoła, przebudowanego i rozbudowanego o wieżę w stylu neoromańskim w 1864. Do czasu wybudowania własnego kościoła nabożeństwa odprawiali tu także katolicy. W nocy 23-24 lipca 1911 roku kościół został uszkodzony przez pożar spowodowany uderzeniem pioruna w wieżę.

### W posiadaniu zakonu kapucynów
Od 1945 kościół jest w posiadaniu zakonu kapucynów. Dzięki gwardianom, o. Bogusławowi Rosochackiemu i o. Józefowi Korzeniowskiemu, kościół został gruntownie przebudowany i powiększony w latach 1974–1978 według projektu Tadeusza Ignatowicza oraz Józefa i Jerzego Hermanowiczów. Zmodernizowana świątynia została poświęcona podczas Pasterki w roku 1978 przez prowincjała, o. Pacyfika Dydycza. Świątynia nie jest konsekrowana. Właśnie w tym kościele w dniu 29 stycznia 1995 roku po raz pierwszy modlili się wspólnie dawni i obecni mieszkańcy Gorzowa, przekazując sobie wzajemnie znak pokoju i inaugurując coroczną tradycję Dnia Pamięci i Pojednania.

## Galeria

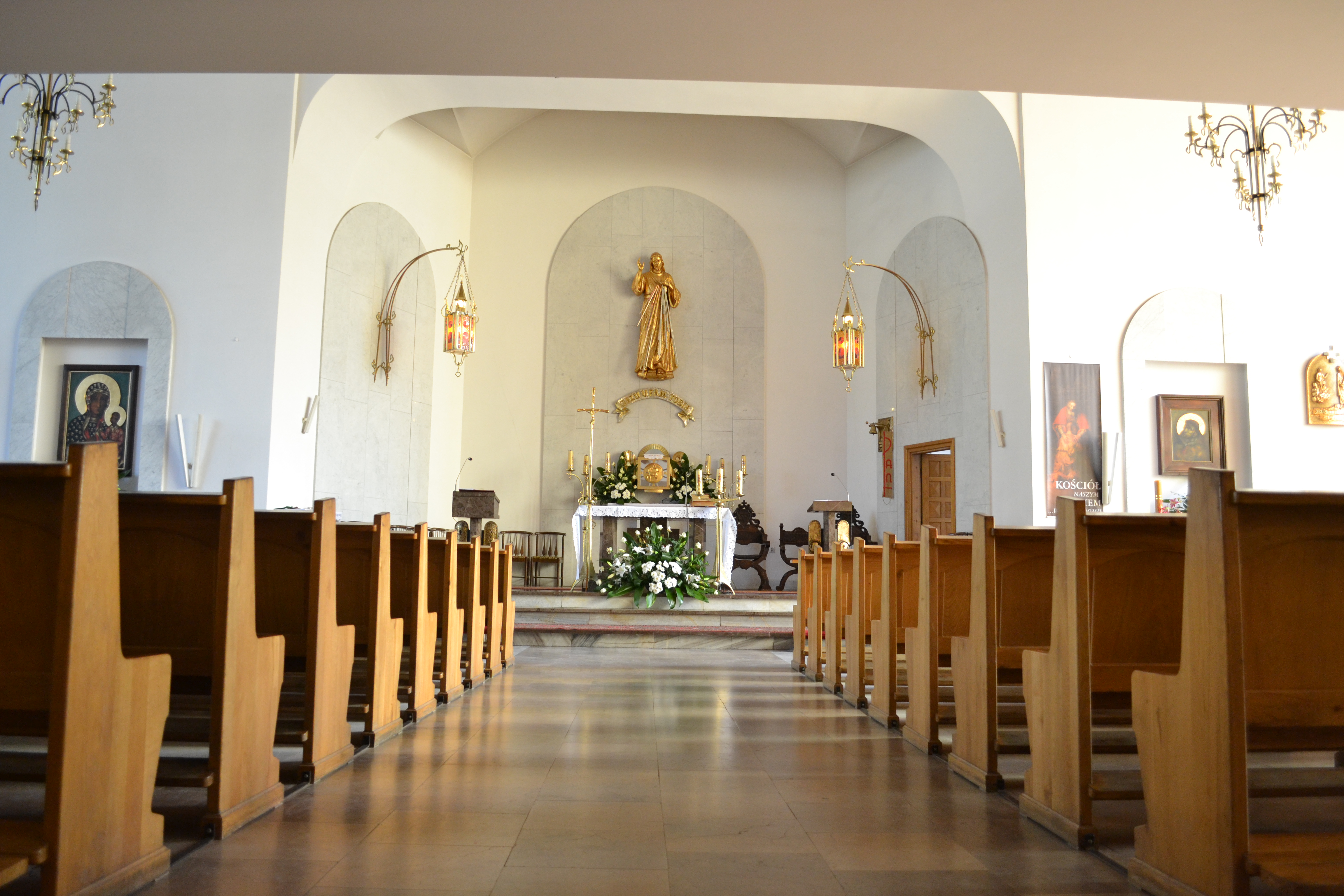
Wnętrze kościoła